# Cowak
Cowak – wieś w Armenii, w prowincji Gegharkunik. W 2011 roku liczyła 2319 mieszkańców.